# Marian Karasek
Marian Karasek (ur. 14 kwietnia 1930 w Zapadach, zm. 12 kwietnia 2020w Katowicach) – polski działacz ruchu ludowego, polityk, poseł na Sejm PRL VIII kadencji.

## Życiorys
Syn Marii i Stefana. W 1946 został członkiem Związku Młodzieży Wiejskiej RP „Wici”, a w 1949 Zjednoczonego Stronnictwa Ludowego. Uzyskał tytuł zawodowy magistra inżyniera rolnictwa, ukończył studia w Wyższej Szkole Rolniczej w Olsztynie i w Szkole Głównej Gospodarstwa Wiejskiego w Warszawie. Od 1953 do 1958 zatrudniony był w okręgowym zarządzie państwowych gospodarstw rolnych w Olsztynie i następnie w Katowicach, a w marcu 1958 został kierownikiem katowickiego zarządu wojewódzkiego Związku Plantatorów Nasion. Od listopada 1960 pełnił funkcje w wojewódzkich strukturach kółek rolniczych. We wrześniu 1973 zasiadł w prezydium Wojewódzkiej Rady Narodowej, a następnie pracował w Wydziale Rolnictwa Leśnictwa i Skupu w Katowicach oraz w Urzędzie Wojewódzkim, gdzie do 15 listopada 1976 był zastępcą dyrektora wydziału. Następnie pełnił funkcję sekretarza Wojewódzkiego Komitetu ZSL w Katowicach, którym był do 1 czerwca 1977. Przez trzy kolejne miesiące był prezesem Wojewódzkiego Związku Kółek Rolniczych, a z początkiem października tego samego roku został prezesem katowickiego WK ZSL. Był też zastępcą członka Naczelnego Komitetu ZSL. W latach 1980–1985 pełnił mandat posła na Sejm PRL VIII kadencji w okręgu Gliwice. Zasiadał w Komisji Górnictwa, Energetyki i Chemii oraz w Komisji Górnictwa, Energetyki i Wykorzystania Zasobów Naturalnych.
Pochowany na cmentarzu ewangelickim przy ul. Francuskiej w Katowicach.

## Odznaczenia
- Krzyż Kawalerski Orderu Odrodzenia Polski
- Złoty Krzyż Zasługi
- Medal 30-lecia Polski Ludowej
- Złote Odznaczenie im. Janka Krasickiego